# Cud na lodzie
Cud na lodzie (ang. Miracle on Ice) – mecz rundy medalowej turnieju hokeja na lodzie mężczyzn podczas Zimowych Igrzysk Olimpijskich 1980 w Lake Placid; rozegrany 22 lutego 1980. Zespół USA składający się z zawodników amatorów, prowadzony przez trenera Herba Brooksa, pokonał 4:3 (2:2, 0:1, 2:0) drużynę ZSRR uznawaną za najlepszą na świecie. Mecz odbył się w Herb Brooks Arena. Następnie USA zdobyła złoty medal, wygrywając w spotkaniu finałowym z Finlandią, która ostatecznie zajęła czwarte miejsce. ZSRR zdobył srebrny medal, zwyciężając w meczu o drugie miejsce Szwecję. W ramach obchodów 100-lecia swojego istnienia, Międzynarodowa Federacja Hokeja na Lodzie (IIHF) w 2008 wybrała „cud na lodzie” jako wydarzenie stulecia numer jeden w międzynarodowej historii hokeja.

## Przed meczem
9 lutego, trzy dni przed rozpoczęciem igrzysk olimpijskich, w Madison Square Garden w Nowym Jorku zespół radziecki pokonał drużynę amerykańską dowodzoną przez Herba Brooksa 10:3, pokazując tym samym, kto jest głównym faworytem XII Zimowych Igrzysk Olimpijskich.
W fazie grupowej ZSRR wygrał wszystkie pięć spotkań (16:0 z Japonią, 17:4 z Holandią, 8:1 z Polską (gola dla Polski strzelił Andrzej Małysiak), 4:2 z Finlandią, 6:4 z Kanadą) i do fazy finałowej przystąpił z dorobkiem dwóch punktów.
Amerykanie w pierwszym meczu uratowali remis (2:2) ze Szwecją na 27 sekund przed końcem (bramka Bakera po podaniu Pavelicha), a w późniejszych spotkaniach odnosili zwycięstwa: pokonali mistrzów świata z 1976 i 1977 Czechosłowację 7:3, następnie Norwegię 5:1, Rumunię 7:2 i zespół Niemiec Zachodnich 4:2, po czym do rundy finałowej przystępowali z jednym punktem zdobytym ze Szwedami.

## Przebieg spotkania
Od początku spotkania dominował zespół „Sbornej”, lecz wspaniałe parady bramkarza Jima Craiga ratowały zespół USA. W 10 minucie po strzale Aleksieja Kasatonowa tor lotu krążka zmienił Władimir Krutow i 8500 widzów zgromadzonych na Olimpijskiej Arenie w Lake Placid zamarło, gdyż USA przegrywał z ZSRR 0:1. Tymczasem w 14 minucie Buzz Schneider uderzył z 10 metrów po prawej stronie bramki Władisława Tretjaka i z pozoru łatwy strzał znalazł drogę do światła bramki – było 1:1. W 17 minucie padł kolejny gol dla ZSRR po strzale Siergieja Makarowa. Kiedy wydawało się, że pierwsza tercja zakończy się wynikiem 1:2 dla zespołu radzieckiego, na strzał rozpaczy spod linii czerwonej zdecydował się Christian – Trietjak odbił krążek, jednak wprost pod kij Johnsona, który przedarł się przez obrońców, minął bramkarza radzieckiego i wyrównał stan rywalizacji na 2:2. Takim wynikiem zakończyła się pierwsza tercja.
Na początku drugiej tercji trener Wiktor Tichonow zdjął Tretjaka i do bramki desygnował Władimira Myszkina. Ta tercja odbyła się zdecydowanie pod dyktando mistrzów olimpijskich, którzy oddali 12 strzałów przy dwóch celnych ze strony Amerykanów. Jim Craig dał się zaskoczyć tylko przy przewadze liczebnej ZSRR (wówczas karę odsiadywał Harrington za przytrzymywanie), gdy gola na 3:2 zdobył Aleksandr Malcew. Do końca tercji wynik nie zmienił się.
Trzecia tercja była najbardziej wyrównana. Związek Radziecki chciał jak najszybciej podwyższyć wynik, jednak USA miało w bramce skutecznego Craiga. W 46 minucie za zagranie wysokim kijem na ławkę powędrował Krutow. Wydawało się, że zespołowi Sbornej uda się utrzymać remis, jednak na sześć sekund przed zakończeniem kary drugą bramkę zdobył Johnson po podaniu Silka. Tym samym na 11 minut i 21 sekund przed końcem meczu był remis 3:3. Amerykanie poszli za ciosem. Pavelich wywalczył krążek przy niebieskiej linii, podał do Mike`a Eruzione, który pokonał Myszkina wyprowadzając USA na prowadzenie 4:3. Na trybunach zapanowało szaleństwo. Do końca meczu pozostawało dokładnie 10 minut. W tym czasie Amerykanie bronili się, ale także próbowali atakować. Bramkarz Craig nie dał się pokonać w tej tercji i reprezentacja USA wygrała mecz. Do historii przeszły słowa komentatora stacji ABC, Ala Michaelsa:
"11 seconds, you've got 10 seconds, the countdown going on right now! Morrow, up to Silk. Five seconds left in the game. Do you believe in miracles?! Yes!” (pol. „11 sekund, zostało 10 sekund, końcowe odliczanie trwa, Morrow podaje do Silka. Pięć sekund do końca meczu. Czy wierzycie w cuda! Tak!”).
Amerykanie wybiegli z ławki i cieszyli się tak, jakby już zostali mistrzami olimpijskimi. Dwa dni później, 24 lutego 1980 pokonali Finów 4:2 (do 43 min. przegrywali 1:2) i po raz drugi w historii zostali mistrzami olimpijskimi w hokeju na lodzie (wcześniej, także na igrzyskach w swoim kraju, na turnieju hokejowym podczas igrzysk olimpijskich w Squaw Valley 1960).
W pomeczowych opiniach eksperci zwracali uwagę na popełniane błędy indywidualne zawodników radzieckich, w tym dwóch najmocniejszych ataków zespołu, a także obrońców i bramkarzy, zaś ogólnie stwierdzono, że drużyna ZSRR nie doceniła rywali. Przegrana ZSRR była pierwszą porażką tego zespołu w turnieju olimpijskim od 1968.

## Składy drużyn
Stany Zjednoczone: bramkarze:  Jim Craig, Steve Janaszak, obrońcy:  Ken Morrow, Mike Ramsey, Bill Baker, Dave Christian, Jack O’Callahan, Bob Suter, napastnicy:  Mike Eruzione (kapitan), Steve Christoff, John Harrington, Eric Strobel, Dave Silk, Rob McClanahan, Buzz Schneider, Phil Verchota, Mark Johnson, Neal Broten, Mark Pavelich, Mark Wells.
Związek Radziecki: bramkarze:  Władisław Trietjak, Władimir Myszkin, obrońcy:  Wiaczesław Fietisow, Aleksiej Kasatonow, Zinetuła Bilaletdinow, Wasilij Pierwuchin, Siergiej Starikow, Walerij Wasiljew, napastnicy:  Walerij Charłamow, Władimir Krutow, Aleksandr Skworcow, Boris Michajłow (kapitan), Helmuts Balderis, Aleksandr Golikow, Jurij Lebiediew, Siergiej Makarow, Aleksandr Malcew, Władimir Pietrow, Władimir Golikow, Wiktor Żłuktow.

## Statystyki
USA - ZSRR 4:3 (2:2, 0:1, 2:0)
0-1 Krutow (Kasatonow) 9:12

1-1 Schneider (Pavelich) 14:03

1-2 Makarow (A. Golikow) 17:34

2-2 Johnson (Christian, Silk) 19:59

2-3 Malcew (Krutow) 22:18 (w przewadze)

3-3 Johnson (Silk) 48:39 (w przewadze)

4-3 Eruzione (Pavelich, Harrington) 50:00

Strzały na bramkę:

USA - ZSRR 16:39 (8:18, 2:12, 6:9)

USA: Jim Craig (36 obronionych, 3 nieobronione)

ZSRR: Władisław Trietjak (do 20:00, 6 obronionych, 2 nieobronione), Władimir Myszkin (od 20:00, 6 obronionych, 2 nieobronione)

## Uhonorowanie
Reprezentacja Stanów Zjednoczonych z Mikiem Eruzionem na czele zapaliła znicz, otwierając Zimowe Igrzyska Olimpijskie 2002.

## W kulturze
W 2004 odbyła się premiera filmu pt. Cud w Lake Placid.